# Ermita de Sant Cristòfol (Camporrobles)
L'ermita de Sant Cristòfol és un petit temple situat sobre una petita elevació a la sortida de la població de Camporrobles cap a Villargordo del Cabriol. És un Bé de Rellevància Local amb identificador nombre 46.17.080-003.

## Descripció
El temple és una senzilla construcció rectangular amb una porxada davantera sostinguda per dues columnes. La porta, amb llinda, forma una obertura de mig punt i a banda i banda de la mateixa hi ha uns bancs d'obra. La porxada està coberta per una teulada d'un sol vessant, mentre que el temple en si està cobert per un a dues aigües. Sobre la façana hi ha una espadanya.
L'interior està il·luminat mitjançant dos finestrons enreixats oberts a les parets laterals. El sostre és pla i emmarcat amb escòcia. La imatge del sant titular s'allotja en una fornícula.